# Sohnsia
Sohnsia és un gènere monotípic de plantes de la subfamília de les cloridòidies, família de les poàcies. La seva única espècie: Sohnsia filifolia és originari de Mèxic.
El gènere va ser descrit per Herbert Kenneth Airy Shaw i publicat a Kew Bulletin 18(2): 272. 1965.

## Sinonímia
- Calamochloa filifolia I.Fourn.
- Eufournia filifolia (I. Fourn.) Reeder[3]